# Gloria Trevi: Ellas soy yo
Gloria Trevi: Ellas soy yo (lit. Gloria Trevi: Elas São Eu) é uma série de televisão biográfica produzida por Carla Estrada para TelevisaUnivision e foi exibida pelo Las Estrellas de 4 de setembro a 10 de novembro de 2023, substituindo Tierra de esperanza e senda substituída por El maleficio. Baseia-se na vida da cantora mexicana Gloria Trevi. Estreou na plataforma de streaming Vix+ em 11 de agosto a 13 de outubro de 2023.
Protagonizada por Scarlet Gruber, Regina Villaverde, Lu Rosette e Valentina Delgado nos papeis principais.

## Elenco
- Scarlet Gruber - Gloria Trevi
  - Regina Villaverde - Gloria Trevi (joven)
  - Lu Rosette - Gloria Trevi (adolescente)
  - Valentina Delgado - Gloria Trevi (niña)
- Jorge Poza - César Santiago Jiménez
- Pasty - Gloria Ruiz Arredondo de Treviño (adulta)
  - Felicia Mercado - Gloria Ruiz Arredondo de Treviño (adulta)
  - Ingrid Martz - Gloria Ruiz Arredondo de Treviño (jovem)
- Norma Herrera - Aurora Tamez de Arredondo
- Gloria Mayo - Doña Gloria
- Eduardo Capetillo - Armando Gómez
  - Sebastián Fouilloux - Armando Gómez (joven)
- Lessy Hernández - Alicia Flores
  - Majo Edgar - Alicia Flores (adolescente)
- Elaine Haro - Nayeli González
- María José Mariscal - Alondra López
- Mime Faisal - Arlene López
- Nicole Vale - Lisbeth Rincón
- Renata Bondoni - Yutzil Cruz
- Evelyn Álvarez - Gladys
- Luisa Galindo - Liliana Regueiro
- Catalina Castelblanco - Edith Zúñiga
- Milaray Moreno - Tamara Zúñiga
  - Amanda Silva - Tamara Zúniga (garotinha)
- Victoria Viera - Heidi Ramírez
- Andrea Gio - Crystal
- Alberto Casanova - Don Manuel
- Sian Chiong - Javier
- Liliana Regueiro - Lourdes
- Tamara Zúñiga - Alma
- Charly Mario - Juan
- Raquel Bigorra - Sara Soto
- Lina Radwan - Kati Godoy
- Nashla Aguilar - Lucy Trevi
- Michel López - Manuel
- Gustavo Mata - o mesmo
- Kunno Olivo - Luciano
- Pamela Vargas - Paola
- Ivanna Benítez - Laura
- Paulina Maya - Mariela
- Harry Geithner - Emilio Azcárraga Milmo
- Mara Patricia Castañeda - TV Hostess
- Eduardo Salar - TV Host
- Graciela Mauri . Melina
- Alberto Estrella -  Judge from Chihuahua
- Roberto Blandón - Valentín Pimstein
- René Strickler - Jiménez Cantú
- Roberta Burns - Mercedes Solís
- Abraham Ramos - Lawyer
- Gustavo Cárdenas Ávila - Fernando Galeana
- Yurem Rojas - Ricardo "Ricky" Luis
- Lupita Sandoval - La Corcholata
- Lorena de la Garza - Martha Zavaleta
- Laura Luz - Guadalupe Loaeza
- Liz Clapes - Adriana
- Lorena Álvarez - Danna Vázquez
- Hanny Sáenz - Cristina and Ana Candiani
- Lucero Lander - Elisa
- Julio César Álvarez - Raúl Velasco
- Ana Karen Parra - Edna
- Elena Pérez - Abigail
- Francisco Avendaño - Felipe
- Amaranta Ruiz - Reporter
- Carlos Mamen - Bosco
- Roberto Miquel - Ramón
- Mila Nader - Gaby
- Mateo Vélez Castañon - Enrique "Quique"
- Emiliano García - Eduardo "Lalo"
- Hugo Tadeo - Luis
- Diego Cárdenas - Mario
- Emilio Laguardia - Ramiro
- Bárbara Laguardia - Amalia
  - Eugenia Cárdenas - Amalia (garotinha)
- Danna Alcalá - Ernestina "Tina"
- Nuria Loya - Rita
- Keira - Isabel
- Andrea Pérez - Irena
- Luiza Gimenez - Elba
- Karla Sofía Hernández - Brenda
- Paola Dives - Mildred
- Kimberly Irene
- Paola Suárez
- Wendy Guevara

## Produção
Em maio de 2022, a série foi anunciada antecipadamente pela TelevisaUnivision para a temporada de televisão de 2022–2023. As filmagens da série começaram em 7 de novembro de 2022 na Cidade do México. Poucos dias depois, Scarlet Gruber foi anunciada no papel principal de Gloria Trevi em sua idade adulta.
A série estreou primeiro no Vix+, o serviço de streaming da TelevisaUnivision, em 11 de agosto de 2023. E passou a ser exibida no Las Estrellas a partir de 4 de setembro de 2023 substituindo a novela Tierra de Esperanza e foi substituída por El maleficio   .

## Audiência
| Horário             | # Eps. | Estreia               | Estreia           | Final                  | Final           | Posição | Temporada | Classificação geral |
| Horário             | # Eps. | Data                  | Primeiro capítulo | Data                   | Último capítulo | Posição | Temporada | Classificação geral |
| ------------------- | ------ | --------------------- | ----------------- | ---------------------- | --------------- | ------- | --------- | ------------------- |
| Segunda—Sexta 21h30 | 50     | 4 de setembro de 2023 | 3.1               | 10 de novembro de 2023 | 2.8             | #1      | 2023      | 2.70                |